# Alpha Ethniki 1975-1976
L'Alpha Ethniki 1975-1976 fu la 40ª edizione della massima serie del campionato di calcio greco, conclusa con la vittoria del PAOK Salonicco, al suo primo titolo.
Capocannoniere del torneo fu Giōrgos Dedes (AEK Atene), con 15 reti.

## Formula
Le squadre partecipanti passarono dalle 18 della stagione precedente alle 16 di quella attuale e disputarono un girone di andata e ritorno per un totale di 30 partite.
In previsione di un nuovo passaggio a 18 squadre nessuna fu retrocessa.
Il punteggio prevedeva due punti per la vittoria, uno per il pareggio e nessuno per la sconfitta.
L'Atromitos fu penalizzato di tre punti.
Le squadre ammesse alle coppe europee furono quattro: i campioni alla Coppa dei Campioni 1976-1977, la vincitrice della coppa nazionale alla Coppa delle Coppe 1976-1977 e seconda e terza classificata alla Coppa UEFA 1976-1977.

## Squadre partecipanti
| Squadra         | Città      | Stadio | Stagione 1974-1975 |
| --------------- | ---------- | ------ | ------------------ |
| AEK Atene       | Atene      |        | 2°                 |
| Apollōn Smyrnīs | Atene      |        | Beta Ethniki       |
| Arīs Salonicco  | Salonicco  |        | 6°                 |
| Atromītos       | Peristeri  |        | 13°                |
| Ethnikos Pireo  | Il Pireo   |        | 4°                 |
| Īraklīs         | Salonicco  |        | 8°                 |
| Kastoria        | Kastoria   |        | 11°                |
| Olympiacos      | Il Pireo   |        | Campione di Grecia |
| Panachaïkī      | Patrasso   |        | 7°                 |
| Panaitōlikos    | Agrinio    |        | Beta Ethniki       |
| Panathīnaïkos   | Atene      |        | 5°                 |
| Paniōnios       | Nea Smyrnī |        | 10°                |
| Panserraïkos    | Serres     |        | 12°                |
| PAOK            | Salonicco  |        | 3°                 |
| PAS Giannina    | Giannina   |        | 9°                 |
| Pierikos        | Katerini   |        | Beta Ethniki       |

## Classifica finale
|                   | Pos. | Squadra         | Pt | G  | V  | N  | P  | GF | GS | DR  |
| ----------------- | ---- | --------------- | -- | -- | -- | -- | -- | -- | -- | --- |
| Grecia (bandiera) | 1.   | PAOK            | 49 | 30 | 21 | 7  | 2  | 60 | 17 | +43 |
|                   | 2.   | AEK Atene       | 44 | 30 | 18 | 8  | 4  | 57 | 18 | +39 |
|                   | 3.   | Olympiacos      | 41 | 30 | 16 | 9  | 5  | 48 | 28 | +20 |
|                   | 4.   | Panathīnaïkos   | 38 | 30 | 14 | 10 | 6  | 47 | 28 | +19 |
|                   | 5.   | PAS Giannina    | 36 | 30 | 15 | 6  | 9  | 40 | 33 | +7  |
|                   | 6.   | Arīs Salonicco  | 35 | 30 | 13 | 9  | 8  | 50 | 23 | +23 |
|                   | 7.   | Ethnikos Pireo  | 32 | 30 | 12 | 8  | 10 | 43 | 39 | +4  |
|                   | 8.   | Īraklīs         | 27 | 30 | 9  | 9  | 12 | 33 | 39 | -6  |
|                   | 9.   | Atromītos       | 26 | 30 | 9  | 11 | 10 | 27 | 33 | -6  |
|                   | 10.  | Panachaïkī      | 25 | 30 | 7  | 11 | 12 | 22 | 35 | -13 |
|                   | 11.  | Pierikos        | 23 | 30 | 5  | 13 | 12 | 26 | 38 | -12 |
|                   | 12.  | Paniōnios       | 22 | 30 | 5  | 12 | 13 | 15 | 36 | -21 |
|                   | 13.  | Kastoria        | 22 | 30 | 4  | 14 | 12 | 21 | 45 | -24 |
|                   | 14.  | Apollōn Smyrnīs | 21 | 30 | 6  | 9  | 15 | 26 | 49 | -23 |
|                   | 15.  | Panaitōlikos    | 19 | 30 | 3  | 13 | 14 | 17 | 41 | -24 |
|                   | 16.  | Panserraïkos    | 17 | 30 | 5  | 7  | 18 | 21 | 47 | -26 |

Legenda:

      Campione di Grecia
      Ammesso alla Coppa UEFA
      Ammesso alla Coppa delle Coppe
      Retrocesso in Beta Ethniki
Note:

Due punti a vittoria, uno a pareggio, zero a sconfitta.
Atromitos penalizzato di 3 punti.

### Verdetti
- PAOK Salonicco campione di Grecia 1975-76 e qualificato alla Coppa dei Campioni
- AEK Atene e Olympiacos qualificati alla Coppa UEFA
- Iraklis Salonicco qualificato alla Coppa delle Coppe
- Nessuna retrocessione